# سیارک ۱۴۶

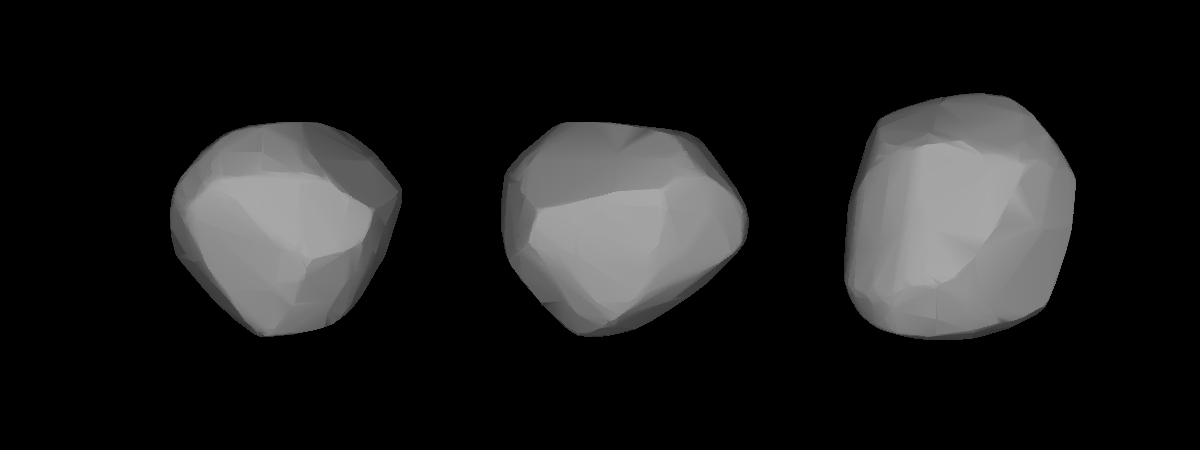
مدل سه‌بُعدی سیارک ۱۴۶ بر اساس منحنی نور آن

سیارک ۱۴۶ (به انگلیسی: 146 Lucina) صد و چهل و ششمین سیارک کشف شده‌است که در ۸ ژوئن ۱۸۷۵ و در مارسی کشف شد.
قدر مطلق سیارک برابر ۸٫۲۰ است.